# كفر سعد (الدقهلية)
قرية كفر سعد هي إحدى القرى التابعة لمركز السنبلاوين في محافظة الدقهلية في جمهورية مصر العربية. حسب إحصاءات سنة 2006، بلغ إجمالي السكان في كفر سعد 4478 نسمة، منهم 2231 رجل و2247 امرأة.